# Euryclytosemia nomurai
Euryclytosemia nomurai är en skalbaggsart som beskrevs av Hayashi 1963. Euryclytosemia nomurai ingår i släktet Euryclytosemia och familjen långhorningar. Inga underarter finns listade i Catalogue of Life.